# پنتاکسید آنتیموان
پنتاکسید آنتیموان (به انگلیسی: Antimony pentoxide) با فرمول شیمیایی Sb۲O۵ یک ترکیب شیمیایی است. که جرم مولی آن 323.517 g/mol می‌باشد. شکل ظاهری این ترکیب، پودر زرد است.